# Cadillac V16

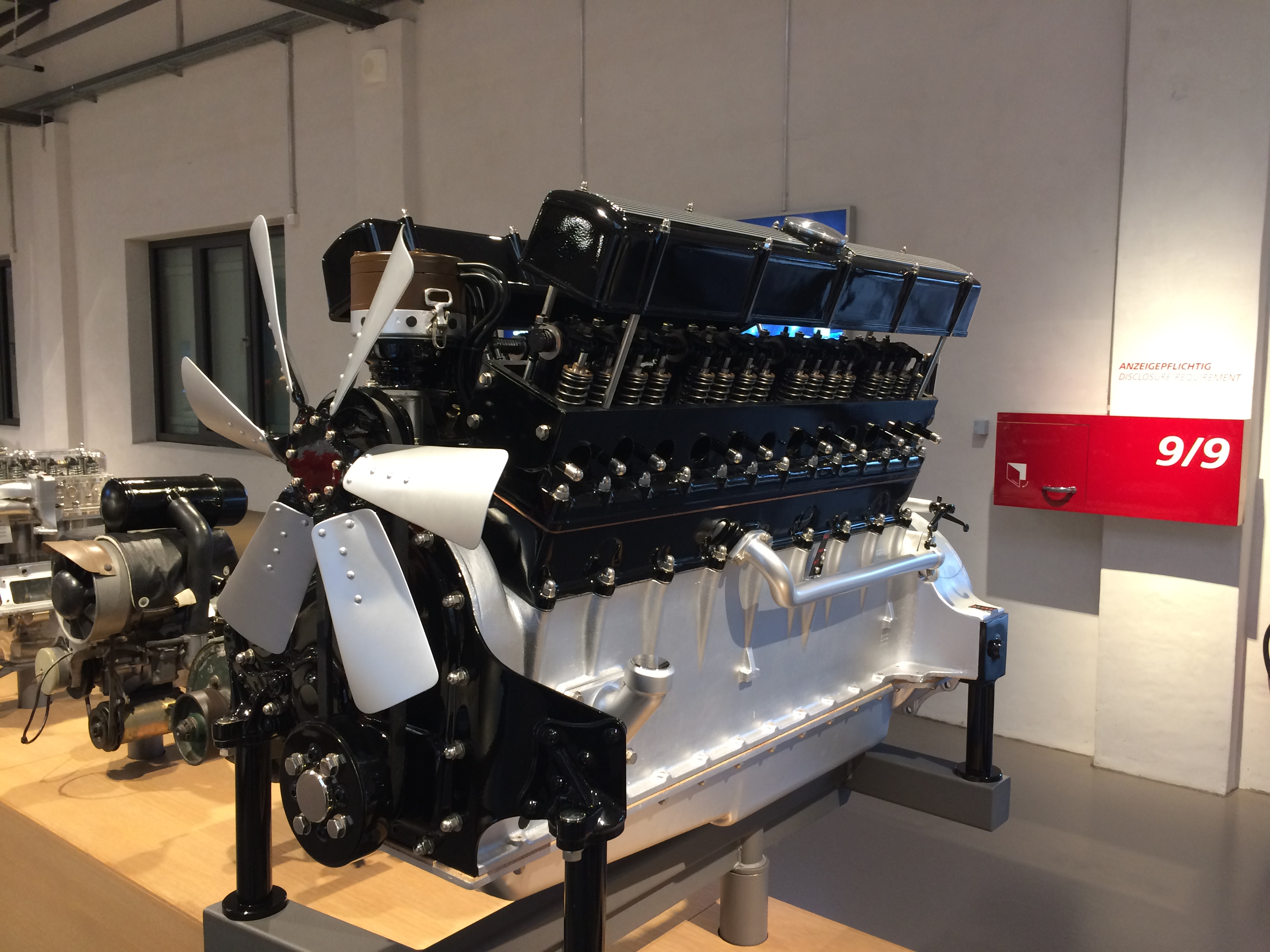
Двигатель Series 452 в музее Немецком техническом музее Берлина (нем. Deutsches Technikmuseum Berlin)

Cadillac V16 — серия V-образных шестнадцатицилиндровых автомобильных двигателей внутреннего сгорания, разработанных компанией Cadillac. С 1930 по 1937 год выпускались двигатели объёмом 7,4 л (452 кубических дюйма) с верхним расположением клапанов и углом наклона 45 градусов, а с 1938 по 1940 год выпускались двигатели объёмом 7,1 л (431 кубический дюйм) с боковым клапаном и углом наклона 135 градусов. Двигатели применялись в автомобилях Cadillac V-16.
Cadillac выпустил два из четырёх серийных бензиновых двигателей V16 в истории. С тех пор компания дважды пыталась создать новый двигатель V16, один раз в 1980-х годах и снова в 2003 году (Cadillac Sixteen), но ни один из них не был запущен в производство.

## Series 452
Поскольку главный конкурент Cadillac, Packard, уже продавал автомобили с двенадцатицилиндровыми двигателями, в конце 1920-х годов началась работа над созданием автомобиля, который произвёл бы реальное впечатление. Генеральный директор Cadillac Лоуренс Фишер сообщил прессе, что компания также планирует выпустить автомобиль с двигателем V12, надеясь сохранить настоящий двигатель в строжайшем секрете.
Cadillac Series 452 — шестнадцатицилиндровый двигатель с верхним расположением клапанов на коленвалу и картере. Каждый ряд цилиндров работал совершенно независимо друг от друга, без каких-либо других общих компонентов. Угол наклона — 45°. Двигатель устанавливался на Cadillac Series 90 V-16.
Cadillac Series 452 имел коленвал с противовесами (на тот момент довольно сложная задача с точки зрения математики), верхнее расположение клапанов и гидравлические толкатели клапанов. Также двигатель имел два карбюратора Stromberg с восходящим потоком, по одному на каждый ряд.
Диаметр цилиндра двигателя Series 452 составлял 76 мм, ход поршня — 100 мм, рабочий объём — 7,4 л (452 кубических дюйма). Первоначально мощность двигателя была оценена в 123 кВт (165 л. с.). Двигатель Cadillac Series 452 позволял тяжёлым автомобилям развивать скорость свыше 130 км/ч, а лёгким — свыше 160 км/ч.
Всего было выпущено 3878 автомобилей Series 452.
Применения:
- 1930—1934 Series 452 («A»—«C»)
- 1935 Series 60
- 1936—1937 Series 90

## Series 90
Второе поколение двигателей Cadillac V16 было известно как Series 90; такое же название носили автомобили, выпускавшиеся с 1938 по 1940 год. Конструкция имела боковые клапаны и отличалась необычно широким углом развала цилиндров — 135 градусов, благодаря чему двигатель получился широким, но значительно ниже, что соответствовало тенденции снижения высоты автомобилей тех лет. Два карбюратора, один на каждый ряд цилиндров, и воздушные фильтры были установлены сверху блока цилиндров. Диаметр цилиндра и ход поршня составляли 82,6 мм, рабочий объём — 7,1 л (431 кубический дюйм), мощность — 138 кВт (185 л. с.).
Cadillac V16 Series 431, выпускавшийся с 1938 по 1940 год, являлся одним из последних новых американских автомобильных двигателей перед Второй мировой войной. Таким образом, конструкция включала в себя некоторые новейшие инженерные решения. Девять коренных подшипников обеспечивали опору коленвала между каждой парой цилиндров с углом развала 135 градусов. Применение одинаковых диаметра цилиндра и хода поршня позволило снизить скорость движения поршней и повысить жёсткость коленвала, что было немаловажно для двигателя с восемью цилиндрами в каждом блоке. Конструкция двигателя с боковым расположением клапанов не была препятствием для того времени, потому что типичная для той эпохи максимальная частота вращения двигателя в 3400—3700 об/мин исключала возможность эффективно использовать преимущества высокоскоростной схемы газообмена, характерной для более продвинутых конструкций с верхним расположением клапанов. Гидравлические толкатели клапанов способствовали бесшумной работе и отсутствию периодической регулировки. В отличие от большинства автомобилей той эпохи, внешний масляный фильтр защищал прецизионные толкатели клапанов. Несмотря на использование боковых клапанов, двигатель выдавал столько же мощности, сколько и предшественник Series 452, и с гораздо меньшей сложностью. Двигатели самых ранних выпусков отличались инновационным фрикционным приводом от генератора, который вскоре был заменён обычным клиноременным приводом. Cadillac утверждал, что модели Series 90 Sixteen 1938—1940 годов имели обладали наилучшими эксплуатационными характеристиками среди всех серийных автомобилей мира на тот момент и могли разгоняться с 10 до 60 миль/ч на повышенной передаче всего за 16 секунд. Окончательным техническим отчётом, посвящённым разработке двигателя Cadillac V16 с углом развала 135 градусов, является статья Э. У. Сихолма «Эволюция двигателя Cadillac Sixteen» (англ. The Evolution of the Cadillac Sixteen engine), главного инженера по разработке двигателей Cadillac. Она была опубликована 27 ноября 1937 года в отраслевом журнале «Automotive Industries». 

## V12
С 1930 по 1937 год Cadillac также выпускал двигатель V12 (параллельно с Series 452) с двумя карбюраторами. Рабочий объём составлял 6030 см3, ход поршня — 102 мм, а диаметр цилиндра — 79,4 мм. Двигатель развивал мощность 101 кВт (135 л. с.).
Применения:
- 1930—1935 Series 370 («A»—«E»)
- 1936—1937 Series 80/85

## Более поздние разработки
Концепт-кар Cadillac Sixteen, дебютировавший в 2003 году, оснащён полностью алюминиевым двигателем V16, основанным на той же архитектуре, что и актуальные на тот момент разработки малоблочных двигателей V8 производства General Motors. Планировалась серийная версия автомобиля с двигателями V8 или V12 (опционально), однако проект так и не был одобрен к производству и в итоге был отменён примерно в 2008 году.